# Aeroportul Merritt Island
Aeroportul Merritt Island (IATA: COI, ICAO: KCOI, FAA LID: COI) este un aeroport din Florida, Statele Unite ale Americii.
Situat la o altitudine de 2 m, aeroportul dispune de 1 pistă.

## Infrastructură

### Piste
Aeroportul dispune de o singură pistă. Pista 11/29 are suprafața de asfalt și dimensiunile 3.601 picioare × 75 picioare. 